# Mexiko
För andra betydelser, se Mexico (olika betydelser).
Mexiko (spanska: México [ˈmexiko] ( lyssna); nahuatl: Mēxihco), officiellt benämnt Mexikos förenta stater (spanska: Estados Unidos Mexicanos, EUM [esˈtaðos uˈniðos mexiˈkanos] ( lyssna)) är en federal konstitutionell republik i Nordamerika. Landet gränsar i norr till USA, i söder och väster till Stilla havet, i sydöst till Guatemala, Belize, Karibiska havet och i öster till Mexikanska golfen. Mexiko har en areal på nästan två miljoner kvadratkilometer och är det femte största landet i Amerika och den 15:e största självständiga staten i världen. Folkmängden uppgick till cirka 123 miljoner invånare 2016, vilket gör Mexiko till det folkrikaste spansktalande området på jorden. Mexiko är en federation bestående av 31 delstater och ett federalt distrikt, huvudstaden Mexico City.
I förcolumbianska Mesoamerika utvecklades många kulturer till avancerade civilisationer som Olmek, Toltek, Teotihuacán, Zapotek, Maya och Aztek innan den första kontakten med européer kom. År 1521 erövrade och koloniserade Spanien territoriet och administrerade det som vicekonungadömet Nya Spanien som så småningom skulle bli Mexiko då kolonin blev självständig år 1821. Efter självständigheten präglades den följande perioden av ekonomisk instabilitet, territoriell utbrytning och inbördeskrig, inklusive utländska interventioner av två imperier och två långa inhemska diktaturer. Det senare ledde till den mexikanska revolutionen 1910, som kulminerade strax före införandet av 1917 års konstitution och framväxten av landets nuvarande politiska system. I valet i juli 2000 var det första gången som ett oppositionsparti vann ordförandeskapet från Institutionella revolutionära partiet (spanska: Partido Revolucionario Institucional, PRI).
Som regional stormakt, och sedan 1994 den första latinamerikanska medlemmen i Organisationen för ekonomiskt samarbete och utveckling (OECD), är Mexiko fast etablerat som ett övre medelinkomstland och betraktas som ett nyligen industrialiserat land och en växande statsmakt. Mexiko har den 15:e största nominella BNP:n och den 11:e största BNP:n justerad för köpkraftsparitetet. Ekonomin är starkt kopplad till nordamerikanska frihandelsavtalet (NAFTA), särskilt USA, samt turism, då man är världens tionde mest besökta land med över 21,4 miljoner internationella ankomster. Mexiko har en lång tradition inom konst, mat och kultur, och rankas femma i världen och etta i Amerika på Unescos världsarvslista med 31 st.

## Etymologi
Det finns flera hypoteser om namnet Mexikos ursprung och betydelse. Vad som är säkert, är att Mexiko kommer från språket nahuatl. En teori är att ordet Mexiko består av mētz-tli 'måne' och xīc-tli 'navel' och ändelsen -co 'i, i stället för' som betyder ’I månens centrum’, så huvudstaden var representerad på flera codexar som centrum av världen. Den aztekiska huvudstaden Tenochtitlan låg även i mitten av Texcocosjön.

## Historia

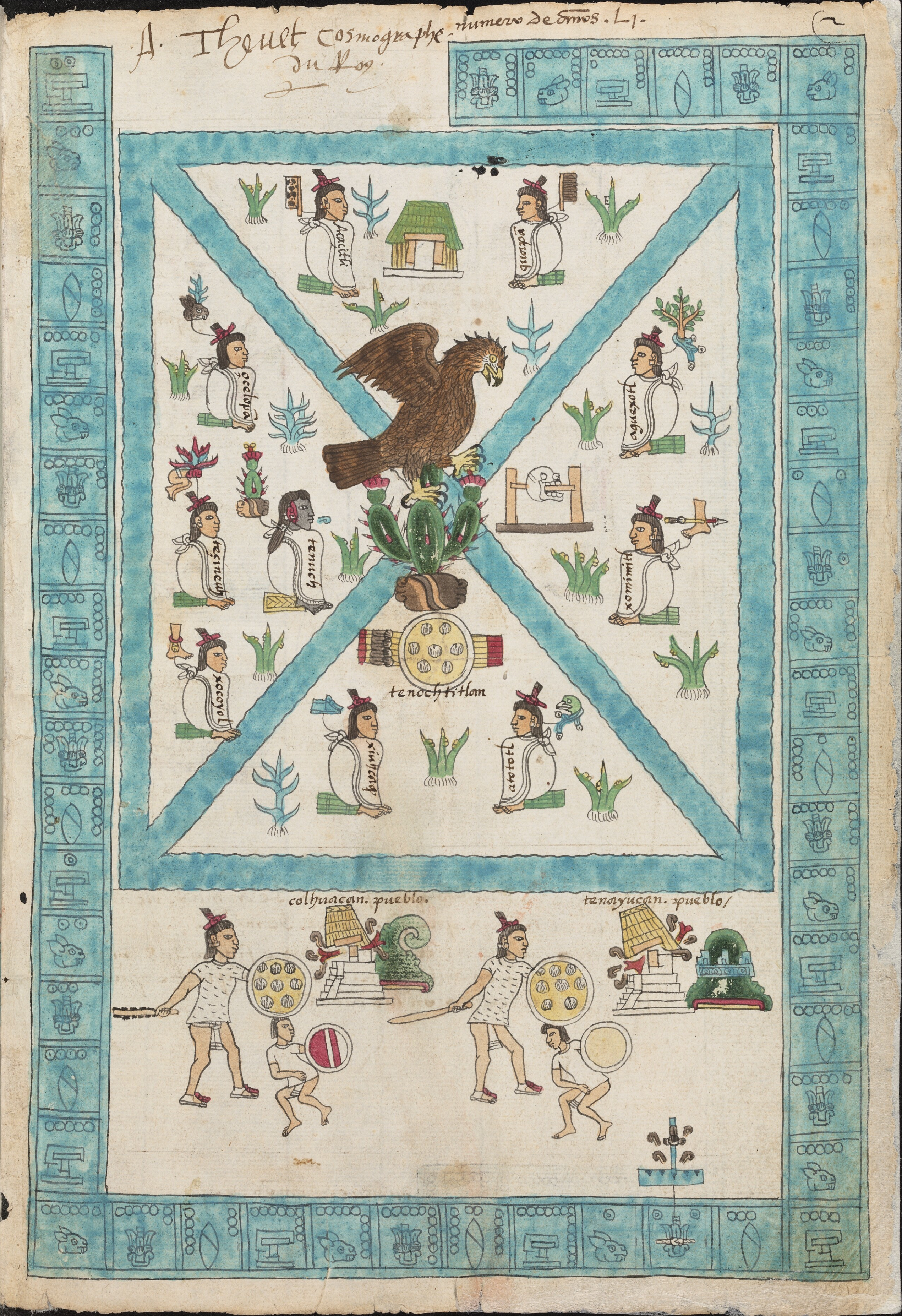
Codex Mendozas titelsida med Mexikos statsvapen i mitten.

När Mexiko, eller Nya Spanien som det kallades då, efter erövringen av Mexiko år 1521 blev ett vicekungadöme under Spanien (virreinato) fanns där högtstående urfolk med utvecklade civilisationer, till exempel maya, azteker, purepecha (tarasker) och mixteker. Andra högtstående kulturer hade gått under, som olmeker, Teotihuacankulturen och tolteker. Spanjorerna tog med sig sjukdomar som vattkoppor, tyfus och mässling, vilka kan ses som en del av det större Columbianska utbytet mellan Nya och Gamla världen. Detta, kombinerat med ursprungsbefolkningens svåra levnadsförhållanden under det spanska väldet, ledde till att den ursprungliga befolkningen minskade från cirka 50 miljoner till ungefär 5–6 miljoner på bara 100 år.
År 1810 deklarerade en grupp upprorsmän landets självständighet, vilket inledde ett inbördeskrig, det mexikanska frihetskriget, mot Nya Spaniens kolonialregering, som var lojal mot Spanien. Inbördeskriget slutade med en förhandlingslösning som gjorde att Mexiko blev självständigt 1821. Republiken Texas bröt sig ut från Mexiko 1837. Frankrike passade på att anfalla 1838 i det så kallade Bakelsekriget och Texas införlivades slutligen i USA 1846. Samma år förklarade USA krig mot Mexiko i syfte att realisera de territoriella ambitioner man hade framfört redan kort efter Mexikos självständighet. Det nordamerikanska interventionskriget pågick fram till 1848. Under denna tid hade republiken Yucán deklarerat sig självständig och neutral i konflikten. I fredsfördraget tvingades Mexiko avstå från stora landområden (se även USA:s territoriella expansion), vilket idag i stort sett består av de nuvarande amerikanska delstaterna Kalifornien, Nevada, Utah, Arizona och New Mexico. 
År 1858 ställdes motsättningar mellan den liberala regeringen med Benito Juárez i ledningen och konservativa krafter på sin spets och Reformkriget (La Guerra de Reforma) inleddes. Detta inbördeskrig kom att vara i tre år. 1860 segrade regeringsstyrkorna under Juarez. Efter kriget befann sig Mexiko i en prekär ekonomisk situation och i juni inställdes betalningarna av utlandsskulden på två år. På grund av detta, trots att betalningarna återupptogs, skickade Frankrike, Storbritannien och Spanien år 1862 trupper till Veracruz.
Senare drog Storbritannien och Spanien tillbaka sina trupper, medan Frankrike förklarade krig och påbörjade en militär kampanj. I slaget vid Puebla den 5 maj 1862 besegrades fransmännen av den mexikanska armén. Efter att den franska armén fått förstärkningar intog man staden Puebla den 17 mars 1863 och i slutet 1863 var de viktigaste städerna ockuperade av fransmännen.
Mexiko konstituerades som en monarki och de styrande föreslog Ferdinand Maximilian, ärkehertig av Österrike, som kejsare. År 1864 undertecknade de konservativa, Napoleon III och Maximilian av Habsburg en överenskommelse och Maximilian ”accepterade Moctezumas tron” och anlände till Veracruz i maj 1864. Mexikanska trupper och en folklig gerilla fortsatte oupphörligen att strida mot den franska armén. År 1866 beslöt Frankrike att ta hem sina trupper, varpå de Juáreztrogna trupperna återerövrade landet. Maximilian och hans kollaboratörer tillfångatogs och arkebuserades. År 1876 började den diktatur som fått namnet "Porfiriatet". Generalen Porfirio Díaz, tidigare allierad med Benito Juarez, framtvingade ett omval och valdes till president. 1880 valdes en vän till Díaz och 1884 valdes Díaz till president på nytt. Han stannade på posten till 1911.
Under Porfirio Díaz diktatur försämrades levnadsvillkoren för de stora massorna och under 1900-talets första år inträffade en rad mindre uppror och väpnade aktioner utförda av olika revolutionära grupper. 1910 utbröt den mexikanska revolutionen. 1911 besegrade revolutionära styrkor under Francisco Villa, Emiliano Zapata och Pascual Orozco den federala armén. Ett flertal uppror följde dock, startade både av anhängare till Porfirio Díaz och av Emiliano Zapata. På grund av dessa och motsättningar mellan de olika revolutionära styrkorna fortsatte dock striderna till 1916. Venustiano Carranza blev revolutionsledare 1915 och president 1917. År 1920 gjordes uppror mot presidenten Venustiano Carranza som mördades. Makten övertogs av Carranzas tidigare militäre befälhavare Álvaro Obregón. 
År 1929 bildades det politiska partiet Partido Nacional Revolucionario, PNR, som senare bytte namn till Partido Revolucionario Institucional, PRI. PRI kom att ha makten i Mexiko till slutet av 1990-talet, då Vicente Fox från högerpartiet PAN blev president. Vid valet 2006 vann återigen PAN, med en minimal marginal över vänsterpartiet PRD, och Felipe Calderón blev president.
År 2012 blev Enrique Peña Nieto Mexikos president. Han och hans parti PRI tog en klar seger i  valet.  Det innebar en comeback för landets gamla maktparti som regerade Mexiko i 71 år fram till valet 2000.
År 2018 blev vänsterpolitikern Andrés Manuel López Obrador Mexikos president. Han gick mot en jordskredsseger i valet med cirka 53 procent av rösterna. Han hade försökt i två tidigare val, men misslyckats. 

## Geografi

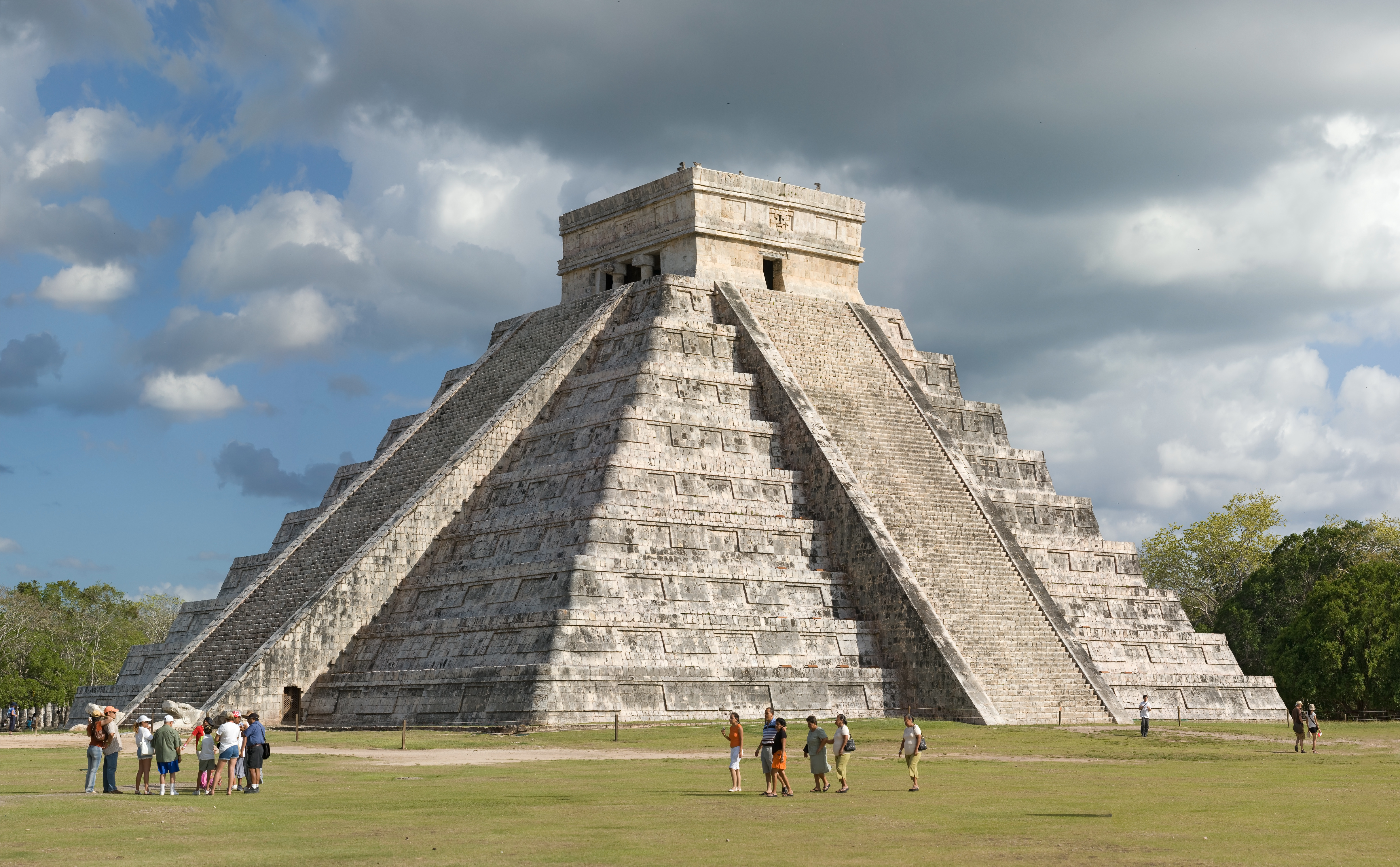
Chichen Itza-pyramiden

Mexiko är grannland till USA, Guatemala och Belize och ligger långt söder ut i Nordamerika. Landet ligger kring Kräftans vändkrets och är ganska triangelformat. Ytan är en fjärdedel av USA:s storlek.

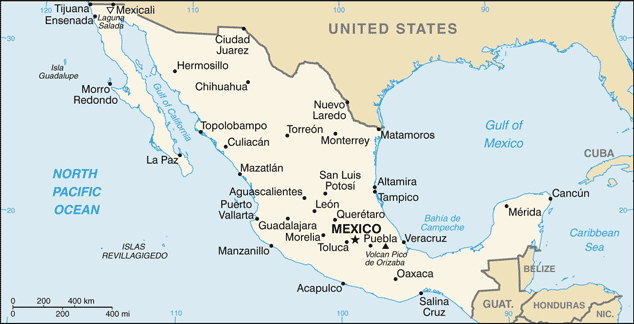
Mexiko

Landet sträcker sig från den kaliforniska halvön i nordväst till Yucatan i sydost.

### Topografi
Landets lägsta punkt är Laguna Salada, 10 meter under havet. Bland bergskedjorna hittas   Sierra Madre och Eje Neovolcanico Transversal.

### Hydrografi
Bland floder i Mexiko kan nämnas Rio Bravo, Río Balsas, Rio Usumacinta, Rio Lerma och Rio Grijalva.

### Klimat
Klimatet varierar från tropiskt till ökenklimat. Längs både atlant- och stillahavskusten förekommer orkaner. I landets södra och mellersta delar finns aktiva vulkaner och jordbävningar är inte ovanliga.

### Miljöproblem
Några av Mexikos miljöproblem är undermålig hantering av farligt avfall, vattenföroreningar, luftföroreningar, samt att avskogning leder till jorderosion och ökenutbredning. Den mexikanska regeringen bedömer att skogens försvinnande samt avsaknaden av rent vatten är nationella säkerhetsproblem.

## Styre och politik

### Författning och styre
Mexiko är en federal konstitutionell republik med tvåkammarparlament: i Senat (överhus) finns det 128 senatorer och i Deputeradekammaren (underhus) 500 ledamöter. Parlamentet som helhet kallas för kongress.. Teoretiskt innehar de 31 respektive federala staterna autonomi, men i praktiken är makten centraliserad till presidenten. Presidenten företräder och väljs av sitt parti. Den 2 juli 2000 förlorade det historiskt dominerande partiet Partido Revolucionario Institucional (PRI) ett presidentval för första gången. Vicente Fox från oppositionspartiet Partido Acción Nacional (PAN) kom till makten och korporativismen blev utmanad.

#### Politiska partier

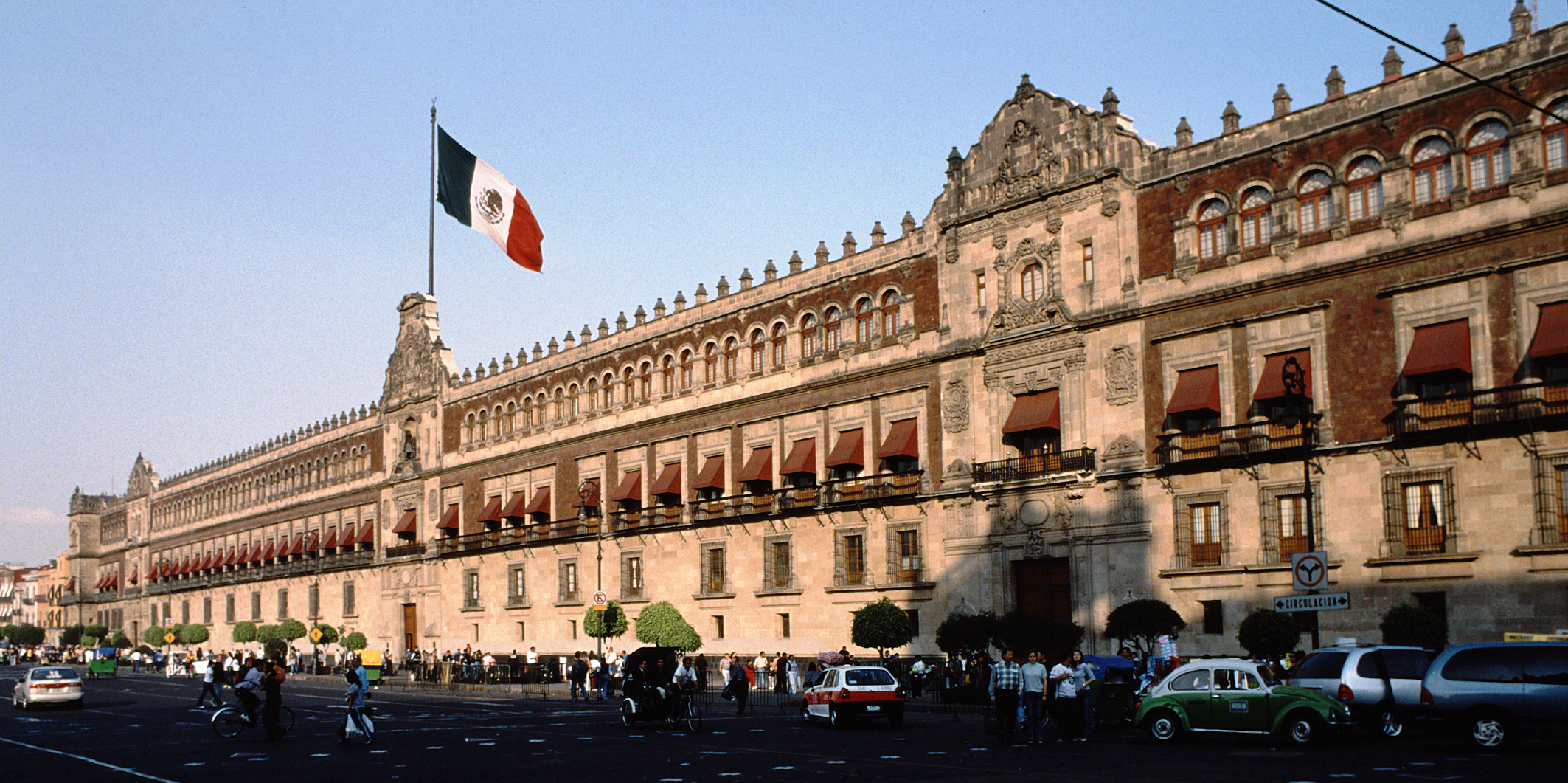
Palacio Nacional i Mexico City, säte för den federala regeringen.

I Mexikos deputeradekammaren finns det åtta partier med representation tillsammans med fyra obundna ledamöter:
- Movimiento Regeneración Nacional (MORENA) är det ledande partiet med 51,6 % av alla ledamöter.

- Partido del Trabajo (PT): ett vänsterorienterade arbetarparti som är mot imperialism och kapitalism.

- Movimiento Ciudadano (MC): "Medborgares rörelse" som är ett mitten-vänsterorienterade progressivt och feministiskt parti.

- Partido Encuentro Solidiario (f.d. Partido Encuentro Social) (PES): Encuentro Social (Socialt möte partiet) var ett konservativt politiskt parti som förlorade sin registrering efter det nationella valet 2018. Det återupprättades dock 2020 som Partido Encuentro Solidario (Solidariskt möte).

- Partido Verde Ecologista de México (PVEM): ett grönt miljöparti i center-höger.

- Partido Revolucionario Institucional (PRI): Dominerande parti sedan 1920. Mitten-vänsterorienterade men har sedan 1980 bytt riktning och svänger mot höger.[30]

- Partido Acción Nacional (PAN): Etablerades på 1950-talet för att utmana PRI. Mitten-högerorienterade och har visst ansvar för politisk liberalisering på lokal nivå under 1980- och 90-talet.[30]

- Partido de la Revolución Democrática (PRD): Vänsterorienterat oppositionsparti, grundades efter presidentvalen 1988.[30]

### Administrativ indelning
Mexiko är indelat i 31 delstater och ett federalt distrikt (Distrito Federal, som omfattar huvudstaden Mexico City). De 31 delstaterna är: Aguascalientes, Baja California, Baja California Sur, Campeche, Chiapas, Chihuahua, Coahuila, Colima, Durango, Guanajuato, Guerrero, Hidalgo, Jalisco, Mexiko, Michoacán de Ocampo, Morelos, Nayarit, Nuevo León, Oaxaca, Puebla, Querétaro Arteaga, Quintana Roo, San Luis Potosí, Sinaloa, Sonora, Tabasco, Tamaulipas, Tlaxcala, Veracruz, Yucatán och Zacatecas.
Delstaterna delas i municipios (kommuner) med en vald presidente municipal. Det finns närmare 2500 municipios i Mexiko.

### Rättsväsen
Polisen i Mexiko är i organiserad på tre nivåer: federal polis, delstatlig polis och kommunal polis. Därtill kommer polisen i Mexico City, som är ett federalt distrikt (Distrito Federal). Överordnande organ är det federala säkerhetsministeriet och samordnande organ är det nationella säkerhetssystemet (Sistema Nacional de Seguridad Publica).

## Ekonomi och infrastruktur
Mexikos valuta heter mexikansk peso, vars plötsliga devalvering 1994 bidrog till en ekonomisk kris inom hela Latinamerika, den så kallade Tequilakrisen (efter Tequila, Jalisco), vilket tvingade USA att bidra med 20 miljarder dollar till den mexikanska staten för att hindra en statskonkurs i Mexiko. Mexiko accepterade också USA:s villkor om att upprätthålla låga räntesatser och att utöka privatisering och utveckling av en marknadsekonomisk modell. Idag har Mexiko en växande marknadsekonomi med en blandning av modern och gammal industri och jordbruk. 
Den privata sektorn blir allt större eftersom regeringen på senare tid konkurrensutsatt bland annat hamnar, järnvägar, telekommunikation, elproduktion och flygplatser. 
Inkomstskillnaderna i Mexiko är mycket stora och närmare 38,3 procent av landets hushåll lever under fattigdomsgränsen. Särskilt drabbade är delstaterna Chiapas, Guerrero och Oaxaca, stater med underutvecklad infrastruktur och ekonomi samt en stor marginaliserad och isolerad ursprungsbefolkning. Intressekonflikter, särskilt angående äganderätten till urbefolkningens landområden i Chiapas har gett upphov till konflikter, där motståndsrörelsen Zapatistarmén för nationell befrielse, EZLN, har varit i väpnad konflikt med Mexikos regering sedan 1994.

### Näringsliv
Förr bestod Mexikos BNP mestadels av oljehandel och i början av 1980-talet överträffades de outnyttjade oljetillgångarna endast av Saudiarabien, men landet har nu sänkt beroendet och andra industrier börjar växa fram, som biltillverkningen, tjänstesektorn, byggnadsbranschen med mera. Mexikos snabbt växande ekonomi har lockat många utländska industrier, varav ett växande antal har börjat flytta sina fabriker till Mexiko då arbetskraften har blivit billigare och mer utbildad jämfört med annan utländsk arbetskraft.

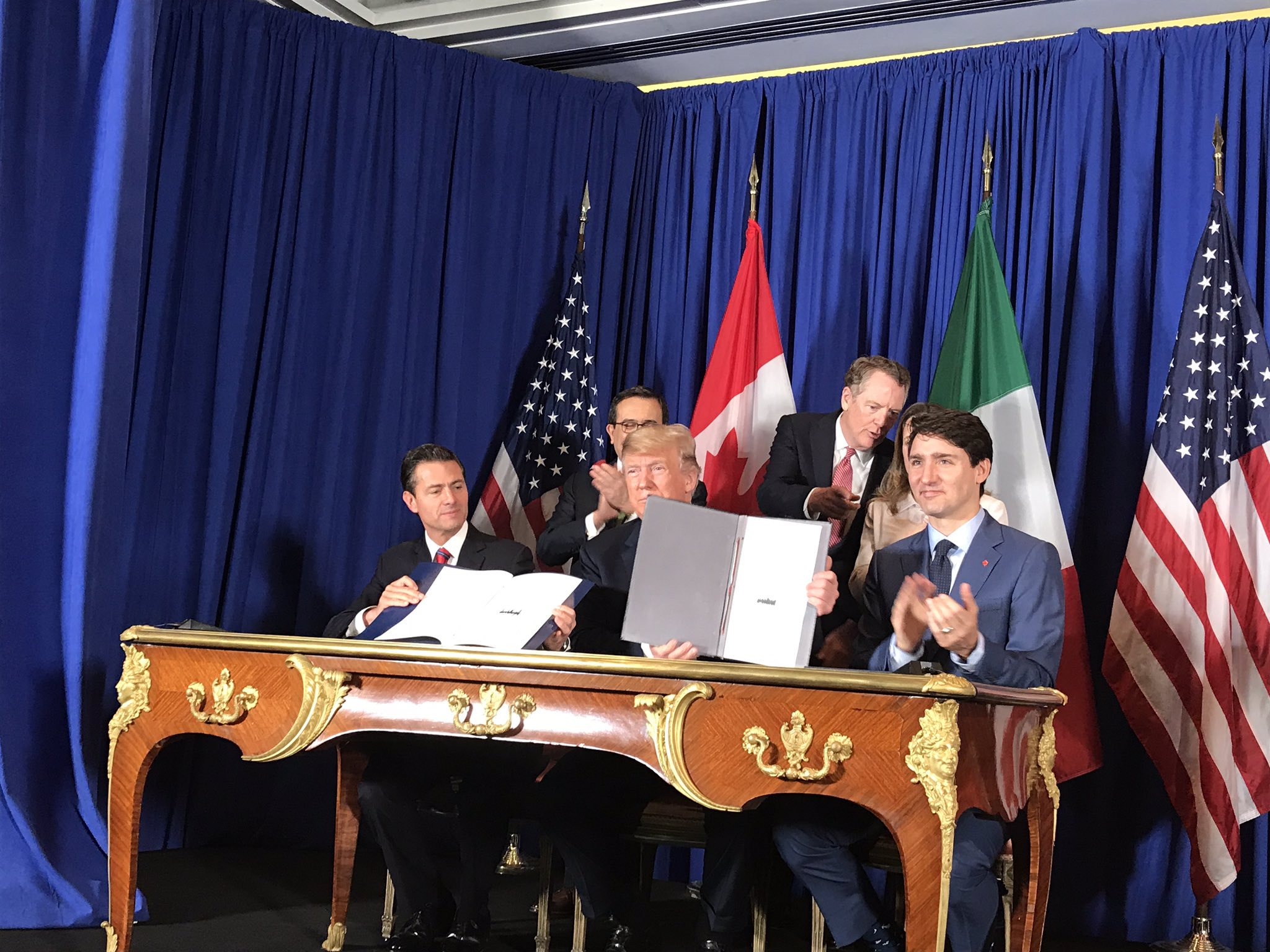
President Enrique Peña Nieto (Mexiko, vänster) signerar USMCA-avtalet med president Donald Trump (USA, mitten) och premiärminister Justin Trudeau (Kanada,höger), 30 november 2018.

Enligt Globaldata 2022 var 67,4 procent av Mexikos befolkning i arbetsför ålder. År 2017 beräknade Organisationen för ekonomiskt samarbete och utveckling (OECD) att 23 % av invånarna arbetade inom service, 18 % inom handel, 9 % inom transport, 9 % inom socialservice, 8 % inom byggarbete, 7 % inom energi och gruvarbete, 4 % inom statliga och internationella organisationer, 3 % inom lantbruk, skog och fiske och ytterligare 3 % inom matindustrin. Enligt Mexikos myndighet för Arbete och Social Välfärd (Secretaría de Trabajo y Previsión Social) var den öppna arbetslösheten mellan 3 och 5 %.

#### Energi och råvaror
Omkring 70 procent av elektriciteten produceras av fossila bränslen, 9,7 procent av vattenkraft, 3,6 procent av kärnkraft, 6,6 procent av vindkraft, 5,3 procent av solkraft och det resterande på annan förnybar källa. Därutöver importeras el till några av staterna i norra delen av landet, samtidigt som en del av elen exporteras till Centralamerika, främst grannländerna Belize och Guatemala. 
Mexiko är sedan 1985 världens ledande producent av silver och hade då över 70 silvergruvor i drift. År 2021 producerades omkring 5 600 ton silver. I Mexiko finns även naturtillgångar I form av petroleum, koppar, guld, bly, zink, naturgas och timmer.
Skattesystem som  är grundenikos beroende ekonomi av olja. Nu och rtiden. pågår en debatt i den mexikanska kongressen för att reformera landets skattepolitik och energipolitik, då klimatfrågan och den öppna marknaden har satt Mexikos oljeindustri på spel. Det största oljeföretaget Pemex (Petroleos Mexicanos) har förlorat monopolen på olja som existerade fram till och blivit en av världens mest skuldsatta företag sedan 2019. Åtgärder har tagits av president Andres Manuel Lopez Obrador för att minska skulden och ta tillbaka Pemex ställning på den nationella marknaden.

#### Turism
I det mesoamerikanska kulturområdets norra del finns många välkända ruinstäder. Bland annat det multietniska Teotihuacán ligger i Mexiko. Här fanns Aztekerriket med städer som Tlacopán, Tenochtitlán och Texcoco. Yucatánhalvön var hem för större delen av Mayakulturen med bland andra Palenque, Chichén Itzá, Uxmal, Cobá och Tulúm.
Cancún på Yucatán har tagit över ledarrollen som turistort efter Acapulco.

### Handel
Mer än 90 procent av landets handel med utlandet lyder under olika frihandelsavtal, främst North American Free Trade Agreement) (NAFTA) med Kanada och USA och ett separat avtal med EU. NAFTA omraticerades 2018 under Donald Trumps presidentskap, då han skiftade fokus till att höja tullar för att skydda arbete inom USA.
USA är Mexikos största handelspartner, då både importen och exporten sker med grannen import och exporterna går från och till USA. Totalt 78,1 % av Mexikos exporter går till USA, vilket ökade substantiellt efter NAFTA-avtalet signerades 1994.
Förutom silver är andra viktiga exporter olja, matvaror, energi, elektriska komponenter, bilar, stål och kemikalier, de flesta av dem till NAFTA/USMCA-signaturerna USA och Kanada.

### Infrastruktur

#### Utbildning
År 2015 uppgick andelen läskunniga till  95,1 procent. Bland männen uppgick läskunnigheten till 96,2 procent och bland kvinnorna till 94,2 procent.

## Befolkning

### Demografi

#### Minoriteter
År 2016 uppgick nettomigrationen till -1,7 migranter per 1 000 invånare, vilket innebär att fler människor lämnade landet än vad som invandrade.

### Språk
I Mexiko talas spanska, olika regionala inhemska språk bland annat mayaspråk och nahuatl samt isolerade språk så som purepecha.
Enligt grundlagen har Mexiko inget officiellt språk, fast i praktiken fungerar spanska som statsbärande språk då 95 % av invånarna talar spanska.
I hela landet pratar ungefär 6 % av befolkningen åtminstone ett urfolksspråk. Regeringen arbetar för att skydda dem och t.ex. var år 2019 urfolksspråkens år i Mexiko för att uppmärksamma språkens osäkra situation och uppmuntra folk att använda dem. Staten har också antagit lagen om språkliga rättigheter som listar 68 språk som har likadan status med spanska. De tre största urfolksspråken är nahuatl (1,4 milj. talare), yukatek (750 000) och mixtekiska (500 000)..

### Sociala förhållanden
När det gäller barnarbete visade statistik från 2009 att 1 105 617 barn i åldern 5–14 år, motsvarande 5 procent av denna åldersgrupp, var involverade i arbete.
År 2014 låg ungdomsarbetslösheten på 9,6 procent. För män var siffran något lägre, 9,2 procent, medan den för kvinnor var högre och uppgick till 10,3 procent.

### Hälsa
| Hiv och aids          | 2015    |
| --------------------- | ------- |
| Andel av befolkningen | 0,24 %  |
| Antal                 | 198 200 |
| Dödsfall per år       | 4 000   |
| Fetma                 | 2014    |
| Andel av befolkningen | 27,6 %  |
| Undervikt hos barn <5 | 2012    |
| Andel av befolkningen | 2,8 %   |

År 2016 uppgick spädbarnsdödligheten till 11,9 dödsfall per 1 000 levande födslar. För pojkar var spädbarnsdödligheten något högre, 13,3 dödsfall per 1 000 levande födslar, medan den för flickor låg på 10,4 dödsfall per 1 000 levande födslar. Mödradödligheten var år 2015 38 dödsfall per 100 000 födslar.

## Kultur

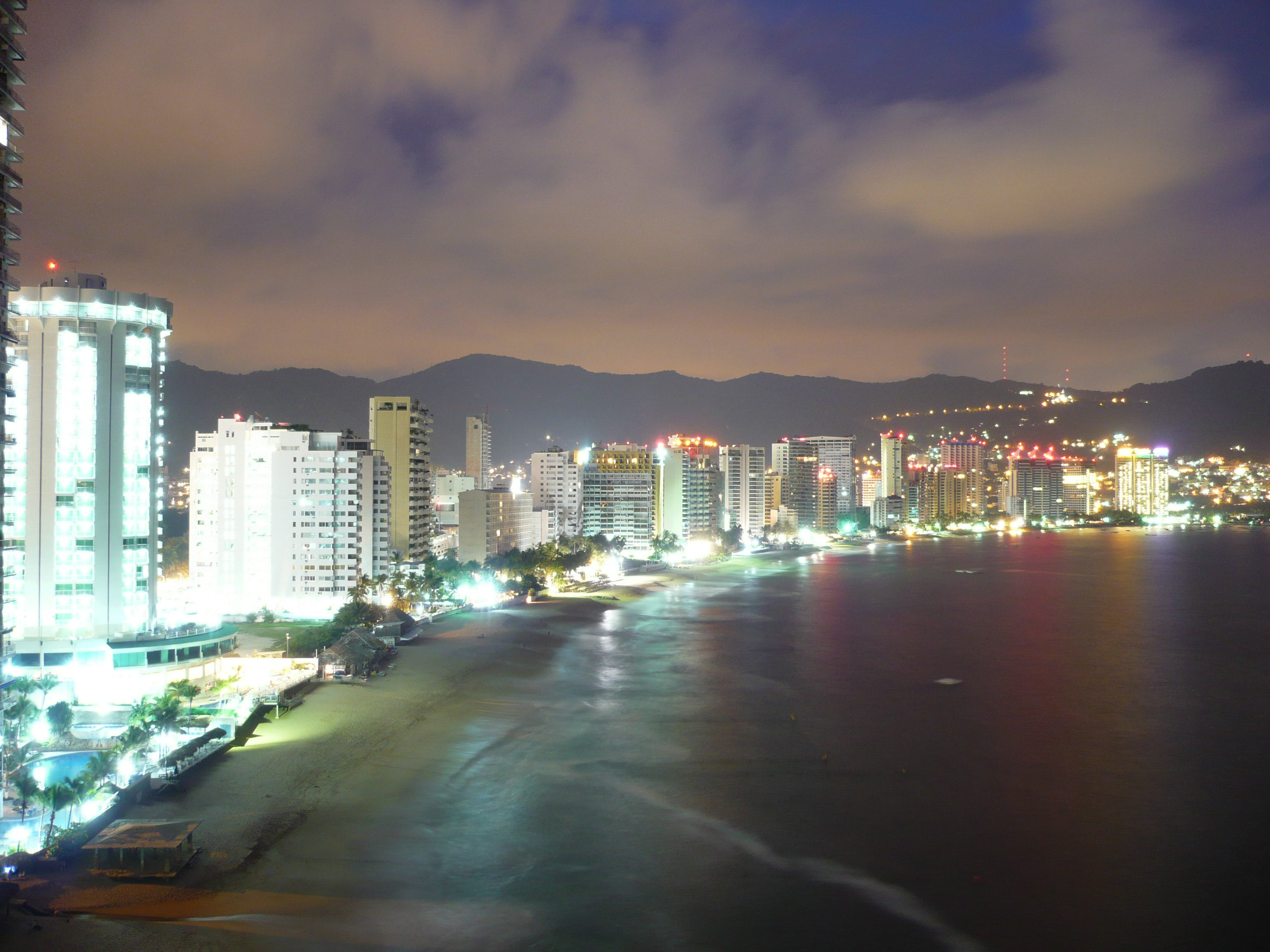
Turistområde i Acapulco Dorado och Icacos-stranden.

### Konstarter

#### Bildkonst
Ett känt konstnärspar är Frida Kahlo och Diego Rivera, vars liv har gestaltats i filmen Frida med Salma Hayek i huvudrollen.

### Idrott
Den största sporten är fotboll, med ett landslag som går under smeknamnet El tricolor eller "El Tri". FIFA:s World Cup har spelats i Mexiko 2 gånger (1970 och 1986) men El Tri har aldrig avancerat till semifinalen. Bland de bästa mexikanska fotbollsspelarna nämns Hugo Sánchez, Jorge Campos, Luis Hernández, Antonio Carbajal och Rafael Márquez.
Även baseboll är en populär sport, övervägande i norr, som amerikaner spelar under vintertid i ligan Liga del Pacífico.

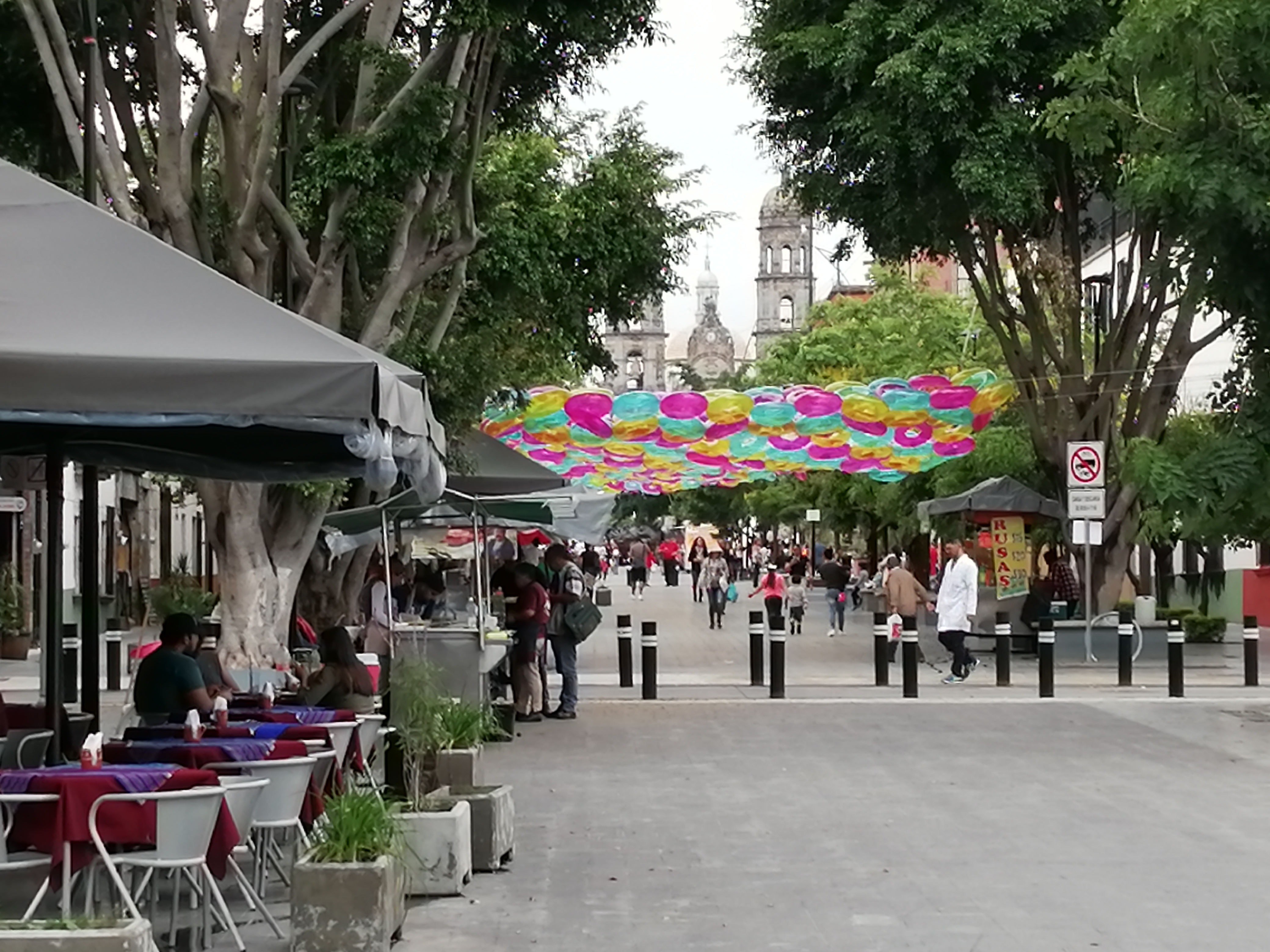
Gata i Zapopan, Jalisco

## Internationella rankningar
| Organisation                                | Undersökning                   | Rankning   |
| ------------------------------------------- | ------------------------------ | ---------- |
| Heritage Foundation/The Wall Street Journal | Index of Economic Freedom 2019 | 66 av 180  |
| Reportrar utan gränser                      | Pressfrihetsindex 2019         | 144 av 180 |
| Transparency International                  | Korruptionsindex 2018          | 138 av 180 |
| FN:s utvecklingsprogram                     | Human Development Index 2018   | 76 av 189  |